# ۱۸۷ (میلادی)
۱۸۷ (میلادی) صد و هشتاد و هفتمین سال تقویم میلادی است.

## درگذشتگان
‎